# Coleophora feoleuca
Coleophora feoleuca is een vlinder uit de familie kokermotten (Coleophoridae). De wetenschappelijke naam is voor het eerst geldig gepubliceerd in 1989 door Baldizzone.
De soort komt voor in Europa.